# The Killing Star
 (février 2022).
Si vous disposez d'ouvrages ou d'articles de référence ou si vous connaissez des sites web de qualité traitant du thème abordé ici, merci de compléter l'article en donnant les références utiles à sa vérifiabilité et en les liant à la section « Notes et références ».
The Killing Star est un roman de hard science-fiction écrit par Charles R. Pellegrino et George Zebrowski, paru en avril 1995. Il relate une invasion extraterrestre qui survient soudainement à la fin du XXIe siècle dans une humanité ayant pris la forme d'une utopie technologique. L'œuvre spécule sur plusieurs sujets tels le voyage interstellaire subluminique, le clonage, la réalité virtuelle, la robotique avancée, etc.

## Résumé
À la fin du 21e siècle, la Terre est en paix. Les humains contrôlent désormais des machines auto-réplicantes qui créent des merveilles technologiques à grande échelle. Le système solaire compte plusieurs habitats artificiels et des fusées propulsées à l'anti-matière transportent des explorateurs vers les étoiles à une vitesse proche de celle de la lumière. L'humanité vit un certain âge d'or.

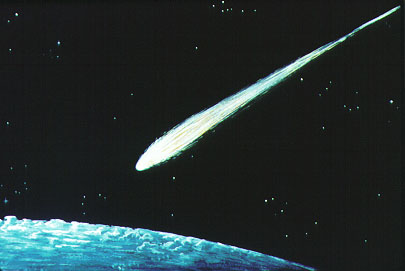
Bien que de la taille d'un rocher, les RKV de l’œuvre possèdent un potentiel de destruction considérable en raison de leur énergie cinétique.

Soudainement, des essaims de projectiles relativistes (relativistic kill vehicule, RKV) provenant des profondeurs de l'espace frappent et anéantissent l'humanité. Une poignée de survivants tente désespérément de fuir une flotte extraterrestre venue terminer le travail. Ils se cachent près du Soleil, à l'intérieur d'astéroïdes, sous la croûte de lunes, à l'intérieur d'anneaux de glace ou simplement dans les abîmes de l'espace. Malgré tout, la plupart sont retrouvés et éliminés.
Le dernier homme et la dernière femme de la Terre sont capturés et gardés comme spécimens de zoo. Retenus à l'intérieur d'un vaisseau spatial extraterrestre, ils se font expliquer le raisonnement derrière l'extermination de l'humanité par une entité ayant une forme rappelant celle d'un calmar. Celle-ci leur dit qu'à partir du moment où l'être humain s'est mis à maîtriser le voyage à des vitesses relativistes, il est devenu un voisin trop dangereux pour être laissé en vie. Ça n'a rien de personnel.